# Golden triangle

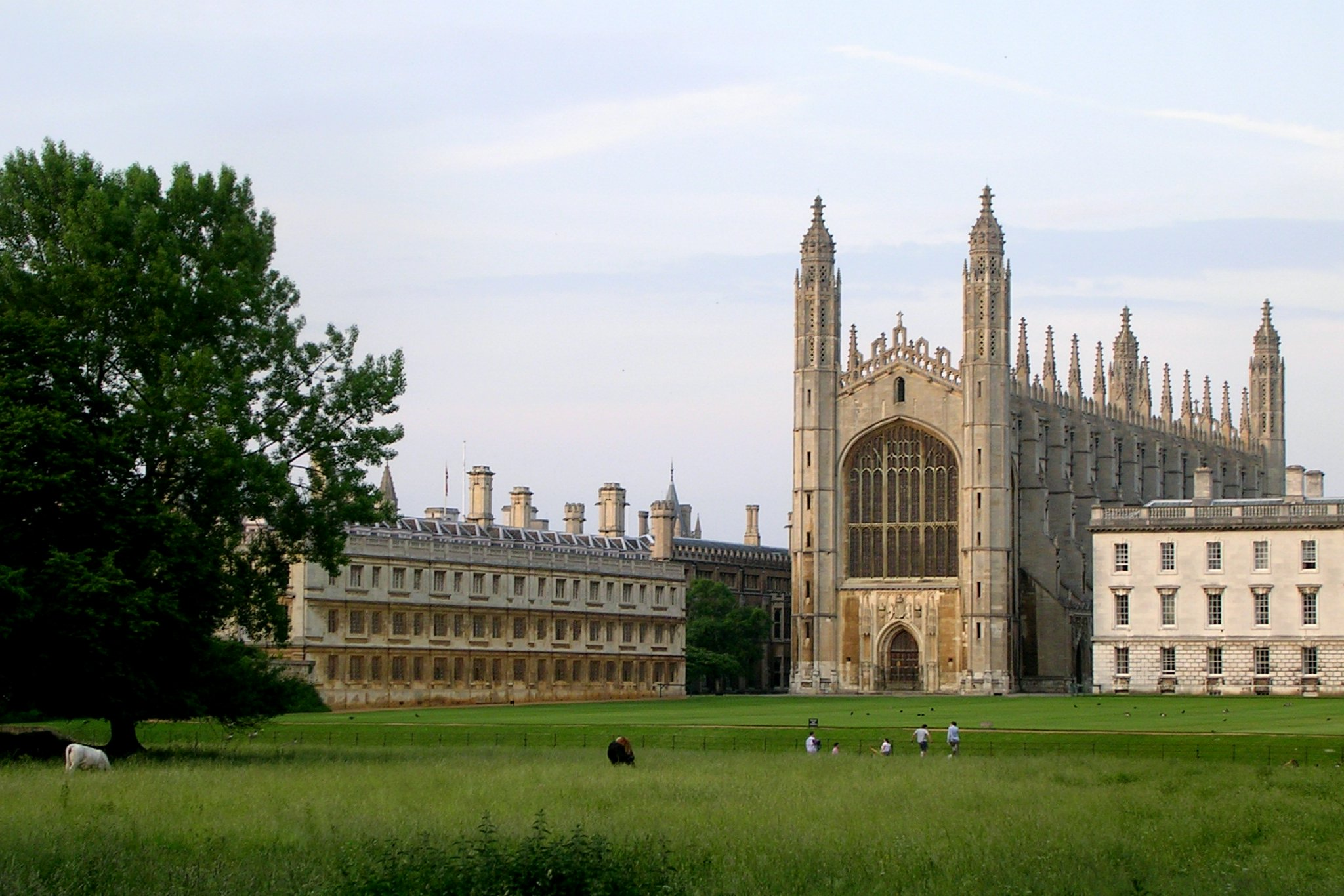
King's College (Cambridge) de la Universidad de Cambridge.

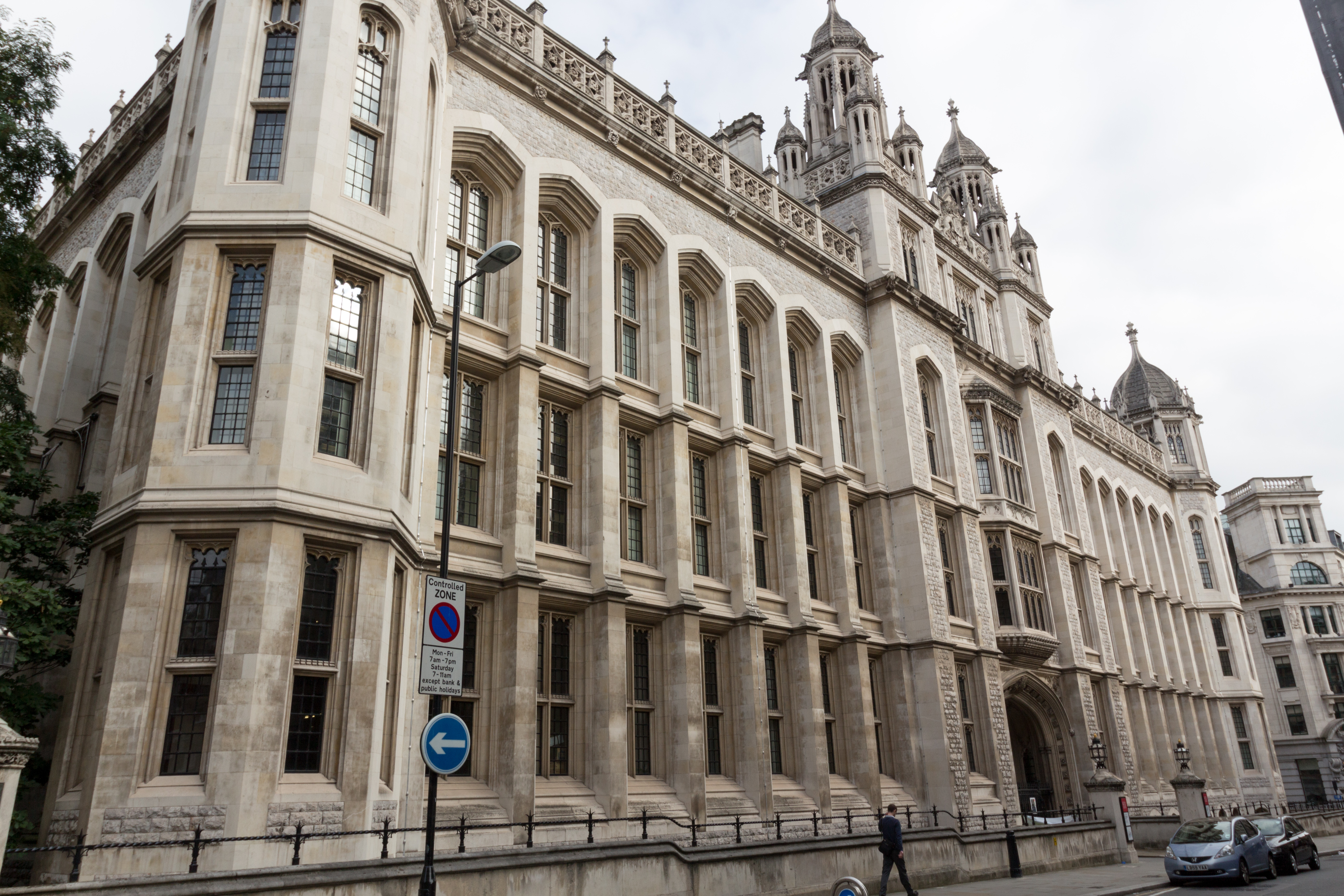
Maughan Library del King's College de Londres.

El «Golden Triangle» (triángulo de oro en inglés) es un grupo no oficial formado por las universidades británicas más elitistas situadas entre las ciudades de Cambridge, Londres y Oxford, formando un triángulo geográfico entre ellas. Forman parte de este grupo:
- la Universidad de Cambridge;
- el Imperial College de Londres (ICL);
- el King's College de Londres (KCL);
- la London School of Economics and Political Science (LSE);
- la Universidad de Oxford;
- el University College de Londres (UCL)

Los ángulos del triángulo están formados por la Universidad de Cambridge, la Universidad de Oxford y, al sudeste, por el Imperial College London, el University College de Londres como el King's College de Londres y la London School of Economics and Political Science.  Los miembros del triángulo tienen los ingresos más altos de investigación de todas las universidades británicas y trabajan en estrecha colaboración con el G5 (universidades), el Global Medical Excellence Cluster·, MedCity y SES. El término fue acuñado originalmente para describir un grupo de universidades con ingresos de investigación significativos, ahora también se utiliza como forma abreviada de la percepción de prestigio y la reputación de sus miembros así como la Ivy League en los Estados Unidos.

## Miembros
Las universidades del triángulo de oro tienen algunas de las asignaciones financieras universitarias más grandes del Reino Unido, lo que permite que las universidades tienen recursos suficientes para ofrecer sus programas académicos y las iniciativas de investigación. En 2014, la Universidad de Cambridge tenía una dotación de 5.89 billones de £. Además, cada universidad recibe millones de libras en fondos de investigación y otras subvenciones del gobierno del Reino Unido, un detalle que no se pasa por alto por otras universidades líderes.
| Institución                   | Arms | Ubicación                 | Número de estudiantes en pregrado | Número de estudiantes de posgrado | Número total de alumnos | Dotación en 2015    | Personal académico | Eslogan                                                                                                  |
| ----------------------------- | ---- | ------------------------- | --------------------------------- | --------------------------------- | ----------------------- | ------------------- | ------------------ | --- |
| Universidad de Cambridge      |      | Cambridge, Cambridgeshire | 12 230 (2014-2015)                | 7285 (2014-2015)                  | 19 515 (2014-2015)      | 5.9 billones de £   | 6645 (2014-2015)   | Hinc lucem et pocula sacra (Desde este lugar, ganamos la iluminación y conocimientos valiosos)           |
| Imperial College London       |      | Londres                   | 9015 (2014-2015)                  | 7595 (2014-2015)                  | 16 610 (2014-2015)      | 113.6 millones de £ | 3692 (2014-2015)   | Scientia imperii decus et tutamen (El conocimiento es el adorno y la protección del Imperio)             |
| King's College de Londres     |      | Londres                   | 17 610 (2014-2015)                | 11 120 (2014-2015)                | 28 730 (2014-2015)      | 179.4 millones de £ | 4520 (2014-2015)   | Sancte et Sapienter (Con santidad y sabiduría)                                                           |
| London School of Economics    |      | Londres                   | 4415 (2014-2015)                  | 6185 (2014-2015)                  | 10 600 (2014-2015)      | 112.9 millones de £ | 1303 (2014-2015)   | Rerum cognoscere causas (Conocer las causas de las cosas)                                                |
| University College de Londres |      | Londres                   | 16 830 (2014-2015)                | 18 785 (2014-2015)                | 35 615 (2014-2015)      | 103.6 millones de £ | 7070 (2014-2015)   | Cuncti adsint meritaeque expectent praemia palmae (Que todos los que merecen la mayor recompensa vienen) |
| Universidad de Oxford         |      | Oxford, Oxfordshire       | 11 703 (2014-2015)                | 10 173 (2014-2015)                | 22 348 (2014-2015)      | 4.8 billones de £   | 3700 (2014-2015)   | Dominus Illuminatio Mea (El Señor es mi luz)                                                             |

## Tabla de posiciones

### Internacional
| Universidad                   | THE World (2016/17) | QS World (2016/17) | ARWU World (2016) | US News Global (2017) | Global Employability Ranking (2016) |
| ----------------------------- | ------------------- | ------------------ | ----------------- | --------------------- | ----------------------------------- |
| Imperial College London       | 8                   | 9                  | 22                | 19                    | 16                                  |
| King's College de Londres     | 36                  | 21                 | 50                | 45                    | 23                                  |
| London School of Economics    | 25                  | 37                 | 101-150           | 261                   | 45                                  |
| University College de Londres | 15                  | 7                  | 17                | 23                    | 48                                  |
| Universidad de Cambridge      | 4                   | 4                  | 4                 | 7                     | 4                                   |
| Universidad de Oxford         | 1                   | 6                  | 7                 | 6                     | 7                                   |

### Nacional (Reino Unido)
| Universidad                   | THE Table of Tables (2016) | Complete (2017) | Guardian (2016) | The Times (2016) | THE Employability (2015) |
| ----------------------------- | -------------------------- | --------------- | --------------- | ---------------- | ------------------------ |
| Imperial College London       | 4                          | 4               | 8               | 3                | 3                        |
| King's College de Londres     | 29                         | 21              | 36              | 27               | 5                        |
| London School of Economics    | 8                          | 3               | 13              | 9                | 6                        |
| University College de Londres | 12                         | 10              | 12              | 10               | 8                        |
| Universidad de Cambridge      | 1                          | 1               | 1               | 1                | 2                        |
| Universidad de Oxford         | 2                          | 2               | 2               | 2                | 1                        |

## Los ingresos para la investigación
| Rango | Universidad                   | Ingresos de investigación (k£) |
| 1     | Universidad de Oxford         | 522 900                        |
| 2     | Imperial College London       | 427 700                        |
| 3     | University College de Londres | 427 500                        |
| 4     | Universidad de Cambridge      | 397 000                        |
| 7     | King's College de Londres     | 210 800                        |
| 43    | London School of Economics    | 27 100                         |

## Galería
|                                               |
| Universidad de Cambridge (Peterhouse College) |

|                                                 |
| Imperial College London (Royal School of Mines) |

|                                                    |
| London School of Economics (New Academic Building) |

|                                                  |
| University College de Londres (Wilkins Building) |

|                                         |
| Universidad de Oxford (Balliol College) |

|                                            |
| King's College de Londres (Somerset House) |